# Médaille Double Hélice
La Médaille Double Hélice est une récompense décernée chaque année depuis 2006 par le Cold Spring Harbor Laboratory (CSHL) à des personnes qui ont influencé positivement la recherche en santé humaine par des campagnes de sensibilisation et des levées de fonds pour la recherche biomédicale. Au dîner inaugural, Muhammad Ali a reçu la première médaille Double Hélice pour son combat contre la maladie de Parkinson. D'autres destinataires sont les fondateurs d'Autism Speaks Suzanne et Bob Wright, l'ancien dirigeant de Paramount Pictures Sherry Lansing qui a produit le téléthon Stand Up to Cancer, Evelyn Lauder, qui a fondé la Breast Cancer Research Foundation ; Hank Greenberg de la Starr Foundation, qui est l'un des plus grands partisans de la recherche scientifique ; Marilyn et Jim Simons, deux soutiens de la recherche sur l'autisme ; David H. Koch, qui a fait don de plus de 300 millions de dollars pour la recherche biomédicale ; d'éminents scientifiques et des lauréats du prix Nobel.